# Mammendorfer See
Der Mammendorfer See ist ein Baggersee auf dem Gebiet der Gemeinde Mammendorf im Landkreis Fürstenfeldbruck in Oberbayern. Er ist 4,5 ha groß und etwa 7 m tief. Der See entstand in den Jahren 1979–1988 durch Kiesentnahme.